# 第3次中曽根内閣
第3次中曽根内閣（だいさんじなかそねないかく）は、中曽根康弘が第73代内閣総理大臣に任命され、1986年（昭和61年）7月22日から1987年（昭和62年）11月6日まで続いた日本の内閣。

## 概要
自由民主党の単独内閣。死んだふり解散での与党自民党大勝の功績により中曽根の自民党総裁としての任期が特例で1年延長されたことを受けての本格政権であった。国鉄分割民営化を抱える注目の運輸大臣には三塚博の再任が有力視されたが、橋本龍太郎が就任した。1986年（昭和61年）8月、連立与党であった新自由クラブは解党され、多くが自民党に合流した。同年9月、文部大臣の藤尾正行が「韓国併合は合意の上に形成されたもので、日本だけでなく韓国側にも責任がある」と述べたことに対して韓国側からの抗議があり、中曽根は藤尾を罷免した。後任の文部大臣は塩川正十郎が就任。同月の党大会において、中曽根の総裁任期1年延長が正式決定。同月、中曽根は「アメリカには黒人などがいて、知識水準が低い。」と発言。この後批判を浴び、陳謝した。同年12月、防衛費1%枠撤廃を閣議決定した。
第2次内閣時代より円高不況と日米貿易摩擦の対策として内需拡大政策を打ち出していたが、原油価格低下もあって統計上はこの12月頃よりバブル景気に転じたとされる。
1987年（昭和62年）2月には売上税法案を国会に提出したが、中曽根が同日選前に「大型間接税を導入しない」と言明していたことから食言ではないかと批判された。売上税に対する小売業界の猛反発と3月の参議院補選での自民党大敗があり、さらに4月の第11回統一地方選挙でも自民党が敗北したことから、売上税法案は撤回された。このあおりで、昭和62年度予算の成立は5月20日まで遅れている。
遡って同年4月1日、国鉄が分割民営化され、JR6社が発足。同年6月、総合保養地域整備法（リゾート法）を制定、民間活力の導入によるリゾート産業の振興と余暇活動の促進を目的とした。同年7月、自民党田中派内の大多数の議員が新たな最大派閥「経世会」（竹下派）を結成。同年10月、自民党総裁任期の満了を控えた中曽根は次期総裁に同党幹事長の竹下登を指名（中曽根裁定）、党大会において正式に決定された。翌11月、中曽根内閣は総辞職し、竹下内閣が成立した。

## 閣僚
| 職名                                       | 氏名 | 氏名         | 所属                           | 特命事項等                                      | 備考                                     |
| ------------------------------------------ | ---- | ------------ | ------------------------------ | ----------------------------------------------- | ---------------------------------------- |
| 内閣総理大臣                               |      | 中曽根康弘   | 衆議院 自由民主党 （中曽根派） |                                                 | 自由民主党総裁                           |
| 国務大臣                                   |      | 金丸信       | 衆議院 自由民主党 （田中派）   | 民間活力導入担当 内閣総理大臣臨時代理（副総理） |                                          |
| 法務大臣                                   |      | 遠藤要       | 参議院 自由民主党 （田中派）   |                                                 |                                          |
| 外務大臣                                   |      | 倉成正       | 衆議院 自由民主党 （中曽根派） |                                                 |                                          |
| 大蔵大臣                                   |      | 宮澤喜一     | 衆議院 自由民主党 （宮澤派）   |                                                 |                                          |
| 文部大臣                                   |      | 藤尾正行     | 衆議院 自由民主党 （安倍派）   |                                                 | 1986年9月9日罷免                         |
| 文部大臣                                   |      | 塩川正十郎   | 衆議院 自由民主党 （安倍派）   |                                                 | 1986年9月9日任命                         |
| 厚生大臣                                   |      | 斎藤十朗     | 参議院 自由民主党              | 年金問題担当                                    |                                          |
| 農林水産大臣                               |      | 加藤六月     | 衆議院 自由民主党 （安倍派）   |                                                 |                                          |
| 通商産業大臣                               |      | 田村元       | 衆議院 自由民主党 （田中派）   |                                                 |                                          |
| 運輸大臣                                   |      | 橋本龍太郎   | 衆議院 自由民主党 （田中派）   | 新東京国際空港問題担当                          |                                          |
| 郵政大臣                                   |      | 唐沢俊二郎   | 衆議院 自由民主党 （中曽根派） |                                                 |                                          |
| 労働大臣                                   |      | 平井卓志     | 参議院 自由民主党 （中曽根派） |                                                 |                                          |
| 建設大臣                                   |      | 天野光晴     | 衆議院 自由民主党 （中曽根派） |                                                 |                                          |
| 自治大臣 国家公安委員会委員長              |      | 葉梨信行     | 衆議院 自由民主党 （宮澤派）   |                                                 |                                          |
| 内閣官房長官                               |      | 後藤田正晴   | 衆議院 自由民主党 （田中派）   |                                                 | 再任                                     |
| 総務庁長官                                 |      | 玉置和郎     | 衆議院 自由民主党 （無派閥）   |                                                 | 1987年1月25日死去                        |
| 総務庁長官                                 |      | 後藤田正晴   | 衆議院 自由民主党 （田中派）   |                                                 | 事務代理 1987年1月25日任 1987年1月26日免 |
| 総務庁長官                                 |      | 山下徳夫     | 衆議院 自由民主党 （河本派）   |                                                 | 1987年1月26日任                          |
| 北海道開発庁長官 沖縄開発庁長官 国土庁長官 |      | 綿貫民輔     | 衆議院 自由民主党 （田中派）   |                                                 |                                          |
| 防衛庁長官                                 |      | 栗原祐幸     | 衆議院 自由民主党 （宮澤派）   |                                                 |                                          |
| 経済企画庁長官                             |      | 近藤鉄雄     | 衆議院 自由民主党 （河本派）   |                                                 |                                          |
| 科学技術庁長官                             |      | 三ッ林弥太郎 | 衆議院 自由民主党 （安倍派）   | 原子力委員会委員長                              |                                          |
| 環境庁長官                                 |      | 稲村利幸     | 衆議院 自由民主党 （田中派）   |                                                 |                                          |

- 金丸は組閣時に副総理に指名されており、認証官任命式及び官報掲載辞令での国務大臣としての序列も筆頭となっている。

## 内閣官房副長官・法制局長官
- 内閣法制局長官 - 味村治
- 内閣官房副長官（政務）- 渡辺秀央
- 内閣官房副長官（事務）- 藤森昭一

## 政務次官
1986年（昭和61年）7月23日任命。
- 法務政務次官 - 工藤万砂美
- 外務政務次官 - 浜野剛
- 大蔵政務次官 - 中西啓介・藤井孝男
- 文部政務次官 - 岸田文武
- 厚生政務次官 - 畑英次郎
- 農林水産政務次官 - 衛藤征士郎・星長治
- 通商産業政務次官 - 中川秀直・小島静馬
- 運輸政務次官 - 柿澤弘治
- 郵政政務次官 - 小沢潔
- 労働政務次官 - 松岡満寿男
- 建設政務次官 – 東家嘉幸
- 自治政務次官 - 渡辺省一
- 総務政務次官 - 近岡理一郎
- 北海道開発政務次官 - 高橋辰夫
- 防衛政務次官 - 森清
- 経済企画政務次官 - 島村宜伸
- 科学技術政務次官 - 志村哲良
- 環境政務次官 - 海江田鶴造
- 沖縄開発政務次官 - 柳川覚治
- 国土政務次官 - 工藤巌